# Võõpste
Võõpste är en ort i Estland. Den ligger i Mäksa kommun och landskapet Tartumaa, i den sydöstra delen av landet, 180 km sydost om huvudstaden Tallinn. Võõpste ligger 44 meter över havet och antalet invånare är 131.
Terrängen runt Võõpste är mycket platt, och sluttar österut. Runt Võõpste är det glesbefolkat, med 9 invånare per kvadratkilometer. Närmaste större samhälle är Annelinn, 18,2 km väster om Võõpste. I omgivningarna runt Võõpste växer i huvudsak blandskog.